# Houston SaberCats
Houston SaberCats, en español Sables de Houston es un equipo de rugby profesional, ubicado en la ciudad de Houston, estado de Texas, en Estados Unidos, y que participa en la Major League Rugby.

## Historia
Se creó en 2017 y fue un miembro fundador de la Major League Rugby. Los SaberCats nacieron de clubes de rugby aficionados que agruparon recursos para una franquicia profesional en común y el primer partido que jugaron fue contra Uruguay.

## Estadio
Houston juega sus juegos en el Aveva Stadium, de capacidad para 4.000 personas y que se inauguró en abril de 2019. Es el primero construido por un miembro de la MLR y uno de los pocos destinados específicamente para el rugby en los Estados Unidos.
Anteriormente, durante la temporada 2018, los SaberCats jugaron en el Estadio Delmar (capacidad para 6.000) y en la temporada 2019 fueron locales en el Constellation Field. El primero pertenece a un colegio secundario y el segundo está destinado al béisbol.

## Rendimiento
En la temporada inaugural el equipo solo ganó un partido y perdió los siete restantes, no calificó a la fase final. El australiano Sam Windsor, presente desde 2018, es el máximo anotador con 263 puntos y también quien marcó más tries, con diez.

### Temporada 2019
El siguiente campeonato la liga recibió a dos nuevas franquicias y se disputó una segunda vuelta, los SaberCats ganaron seis y perdieron diez partidos, finalizaron séptimos en la temporada regular y no clasificaron. En medio, el entrenador irlandés Justin Fitzpatrick fue despedido y Paul Emerick debió asumir interinamente.

## Palmarés
- Subcampeón de la Major League Rugby: 2025

- Ganador de la Conferencia Oeste MLR: 2025.